# Ющенко, Валерий Пименович
Валерий Пименович Ющенко (10 апреля 1945, Кировобад, Азербайджанская ССР — 29 марта 2016 года) — советский и российский военачальник, заместитель командующего 43-й ракетной армией РВСН, начальник полигона Капустин Яр, Астраханская область генерал-лейтенант (1998).

## Биография
Родился 10 апреля 1945 года в городе Кировобаде (Азербайджан).
В 1965 году окончил Киевское военное командно-техническое училище. После окончания училища проходил службу на полигоне «Плесецк»: секретарь комитета ВЛКСМ части, начальник станции.
Окончил с отличием Военную академию имени Ф. Е. Дзержинского. Поочередно занимал должности заместителя командира дивизиона по ракетному вооружению, начальника штаба — заместителя командира дивизиона, командира дивизиона, заместителя командира полка, заместителя командира дивизии в РВСН.
Окончил Военную академию Генштаба имени К. Е. Ворошилова. После окончания Академии: командир 33-й ракетной дивизии, заместитель командующего 43-й ракетной армии по боевой подготовке, заместитель командующего по боевой и морально-психологической подготовке — начальник отдела боевой и морально-психологической подготовки 43-й ракетной армии, заместитель начальника Управления боевой подготовки РВСН. Начальник полигона Капустин Яр (войсковая часть 15644) г. Знаменск, Астраханская область.
В 2000 году вышел в запас.
Умер в 2016 году. Похоронен на Митинском кладбище г. Москвы.

## Награды
Награждён орденами Красной Звезды (1982), «За службу Родине в Вооруженных Силах СССР» 3 степени (1989) и медалями.